# 完颜合女
荣国公主完顏合女，金朝公主，完颜亮之女。
皇统九年（1149年），其父完颜亮要谋杀皇帝金熙宗，勾结徒單阿里出虎，向他应许把女儿嫁给他的儿子。徒单阿里出虎于是协助完颜亮弑君篡位。完颜亮称帝后，封女儿完顏合女为荣国公主，把她嫁给徒单阿里出虎的儿子徒单术斯剌，徒单术斯剌加授昭毅大将军、驸马都尉。贞元二年（1154年）徒单阿里出虎被诛，完颜亮让徒单术斯剌焚烧其尸，投骨水中。